# アブラススキ
アブラススキ（油薄、学名:Eccoilopus cotulifer）は、単子葉植物イネ科アブラススキ属の大型の多年草である。まばらな穂にややまとまった小穂が枝先に垂れる。ススキの名をもつが、それほどススキに似ている訳ではなく、むしろ穂に綿毛がないところなど、はっきり異なった点が多い。名前の由来は穂から油のような成分を出すためである。類似の植物は多々あり、それらもアブラススキの名に修飾をつけて呼ばれるものがある。

## 特徴
地下茎はごく短く、少数の茎を立てる。茎は分枝がなく、高さは80-150cmになる。節ごとに葉をつけ、葉身は長さ40-60cm、幅1-1.5cmの線形。葉身の基部は細まり、特に茎の下に着くものでははっきりした葉柄となる。葉は緑色で硬めの紙質、葉表はややつやがあり、主脈は白く抜ける。裏面には細かい毛がある。
花穂は9-10月に出る。茎の先端から上に伸びた穂は、数か所から輪生状に側枝を伸ばし、それぞれの枝先に小穂の束をひとつずつつける。小穂はその枝の中程から先端に近い部分にだけつき、それが軸に寄り添うようになるため、遠目では一つの束に見える。それぞれの枝、それに穂全体も先端に向かって次第に垂れる。
小穂は長さ6mm、緑色だが、紫を帯びることも多い。卵状楕円形で柄があり、長い柄のものと短い柄のものが一つずつ対になって生じる。いずれの第四穎からも長い芒（のぎ）が真っすぐに伸びる。芒は個々に見ると中程で「く」の字に折れた形をしている。

### 小穂の構造
上記のように、小穂は柄の長いものと短いものがそれぞれ同じ場所から対をなして出るが、それぞれの小穂はほぼ同じものである。包穎がよく発達して小穂全体を包んで折り、草質で背面は丸く、表にはまばらな毛が生える。その内側には二つの小花が含まれるが、第一小花は退化して不稔性。それらの護穎や内穎は膜質で透明。第二小花の護穎からは長い芒が出る。

## 生育環境
日のよく当たる草地にはえる。秋に穂を抜き出している姿はよく目立つ。ただし草地の遷移が進んでススキ草原などになると姿を見せなくなり、定期的に草刈りの行われる里山的な草地によく見られる。

## 分布
日本全土に分布、国外では朝鮮、中国、インドまで知られる。

## 分類
日本では一般にアブラススキ属とするが、オオアブラススキ属 Spodiopogon とする扱いもある。後者は穂の軸に関節があり、これが折れて脱落するが、アブラススキでは関節があるもののそこで折れて脱落することはない点で区別するとしている。

## 近似種
アブラススキの名を持つものにはオオアブラススキ属のオオアブラススキ Spodiopogon sibiricus Trin. や、同属のミヤマアブラススキ 	S. deppauperatus Hack. がある。これらは穂の先が垂れないのではっきりと区別できる。また、ヒメアブラススキ Capillipedium parviflora (R. Br.) Ohwi は、より小型で、穂がまばらに散開する。
そのほか、大柄な小穂が枝先に集まるものではモロコシ属 Sorghum のセイバンモロコシ S. halepense (L.) Pers. var. propinquum (Hitchc.) Ohwi やモロコシガヤ S. nitidum (Vahl) Pers. var. majus (Hack.) Ohwi がある。